# Длуґа (Вармінсько-Мазурське воєводство)
Длуґа (пол. Długa, нім. Langendorf) — село в Польщі, у гміні Семпополь Бартошицького повіту Вармінсько-Мазурського воєводства.
Населення — 151 особа (2011).

## Демографія
Демографічна структура станом на 31 березня 2011 року:
|          | Загалом | Допрацездатний вік | Працездатний вік | Постпрацездатний вік |
| -------- | ------- | ------------------ | ---------------- | -------------------- |
| Чоловіки | 76      | 14                 | 53               | 9                    |
| Жінки    | 75      | 16                 | 41               | 18                   |
| Разом    | 151     | 30                 | 94               | 27                   |